# Hönökaka
En hönökaka er en form for flad, blød, lys brødkage, opkaldt efter Hönö i Göteborgs skärgård, og oprindelig bagt af folk i skærgården og omegn. Brødet bages i runde flade stykker men sælges normalt i halvrunde dele. Hönökaka produceres kommercielt af Pågen (tidigare Pååls bageri) og af Åkes Äkta Hönökaka, der har specialiseret sig i hönökakor.
Brødet er lokalt traditionel mad, der tidligere blev bagt af fiskerfamilier og bønder i området. Ligesom ved knækbrød hullede man brødene i midten for at kunne hænge dem op på stænger. Man gemte brødet længe, og ofte blev det først spist, når der var blevet tørt og hårdt. Hjemmebagt hönökaka plejer også at være mere fast i det, når de er friske, end de kommercielt fremstillede. Den hjemmebagte udgave er stadig meget populært lokalt som en form for delikatesse. Ved julemarkeder og lignende arrangementer sker det, at hjemmebagt hönökaka sælges i store mængder.